# Lobatus peruvianus
Lobatus peruvianus (nomeada, em inglês, Peruvian conch ou cock's comb conch; em espanhol, cambute, caracol machachan ou cobo cresta de gallo, estas últimas denominações no México) é uma espécie de molusco gastrópode marinho pertencente à família Strombidae. Foi classificada por William John Swainson em 1823; descrita como Strombus peruvianus no texto "The Characters of several rare and undescribed Shells", publicado no The Philosophical Magazine and Journal. 61(301): páginas 375-378, e assim classificada até o século XX; com a costa do Peru citada como localidade de coleta de seu tipo nomenclatural e sua área de distribuição mais ao sul; chegando até o México, no Golfo da Califórnia, e passando por toda a América Central, no leste do oceano Pacífico. Trata-se de um animal cuja concha é empregada em artesanato ou para a confecção de instrumentos de sopro.

## Descrição da concha
Conchas com pouco mais de 20 centímetros de comprimento, quando desenvolvidas, apresentando, quando habitadas pelo animal, um perióstraco castanho lhes revestindo a superfície nodulosa e estriada, de cor bronzeada, em alguns espécimes matizada com branco. A espiral é baixa e sua volta final é larga, terminando em um lábio externo largo e grosso, possuidor de uma longa e curva projeção que ultrapassa o ápice da sua espiral; sendo dotado de tonalidades que vão do laranja ao rosa, com laivos de metálico, daí para o seu interior. Indivíduos e espécimes juvenís apresentam lábio externo fino, não expandido, e podem ser confundidos pelo não-especialista com conchas do gênero Conus. Opérculo marrom-escuro e de consistência córnea, usado para facilitar a movimentação por empurrões, afundando como uma garra sobre o substrato para exercer força e avançar.

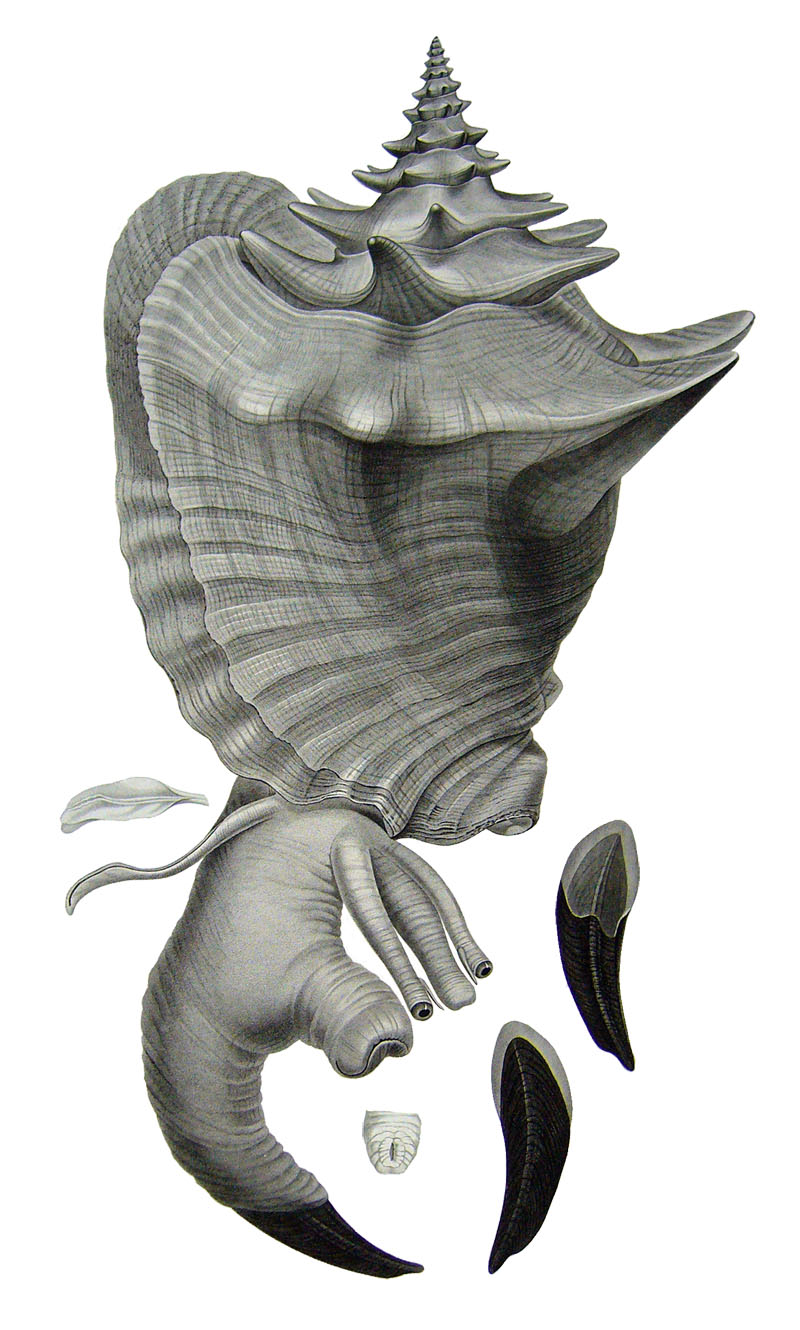
Esta ilustração do ano de 1844 mostra o Strombidae da espécie atlântica Aliger gigas e seu pé musculoso, que se conecta ao seu opérculo. É isso que Lobatus peruvianus usa para se mover. Ao lado, o opérculo sem o animal.

## Habitat e alimentação
Lobatus peruvianus ocorre em águas rasas, entre o nível médio do mar, em poças da maré baixa, até os 20 metros de profundidade. Trata-se de uma espécie que se nutre de algas e, ocasionalmente, detritos.

## Análise taxonômica das espécies do Atlântico e Pacífico Oriental
Durante o século XX no gênero Strombus, análises posteriores do início do século XXI concluíram que Lobatus seria o primeiro táxon disponível para a inclusão de um grupo de grandes e pesados Strombidae do oeste do Atlântico e leste do Pacífico, que excetuavam as espécies Strombus pugilis, Strombus alatus e Strombus gracilior. Tal situação fora mantida até o ano de 2020, envolvendo cinco espécies, quando uma minuciosa análise taxonômica por Maxwell et al., "Towards Resolving the American and West African Strombidae (Mollusca: Gastropoda: Neostromboidae) Using Integrated Taxonomy", definiu as espécies extantes do leste do Pacífico até o oeste da costa africana sob a seguinte nomeclatura:
Gênero Aliger Thiele, 1929
Espécie Aliger gallus (Linnaeus, 1758) - Sin. Lobatus gallus
Espécie Aliger gigas (Linnaeus, 1758) - Sin. Lobatus gigas
Gênero Lobatus [Swainson], 1837
Espécie Lobatus peruvianus (Swainson, 1823)
Espécie Lobatus raninus (Gmelin, 1791)
Gênero Macrostrombus Petuch, 1994
Espécie Macrostrombus costatus (Gmelin, 1791) - Sin. Lobatus costatus
Gênero Persististrombus Kronenberg & H. G. Lee, 2007
Espécie Persististrombus granulatus (Swainson, 1822)
Gênero Strombus Linnaeus, 1758
Espécie Strombus alatus Gmelin, 1791
Espécie Strombus gracilior G. B. Sowerby I, 1825
Espécie Strombus pugilis Linnaeus, 1758
Gênero Thetystrombus Dekkers, 2008
Espécie Thetystrombus latus (Gmelin, 1791)
Gênero Titanostrombus Petuch, 1994
Espécie Titanostrombus galeatus (Swainson, 1823) - Sin. Lobatus galeatus
Espécie Titanostrombus goliath (Schröter, 1805) - Sin. Lobatus goliath